# Farmington (Missouri)
Farmington – miasto w Stanach Zjednoczonych, we wschodniej części stanu Missouri, nad rzeką Saint Francis River, siedziba administracyjna hrabstwa St. Francois. Według spisu w 2020 roku liczy 18,2 tys. mieszkańców. 

## Klimat
Miasto leży w strefie klimatu subtropikalnego, umiarkowanego, łagodnego bez pory suchej i z gorącym latem, należącego według klasyfikacji Köppena do strefy Cfa. Średnia temperatura roczna wynosi 13,0 °C, a opady 1077 mm (w tym 31,2 cm śniegu). Średnia temperatura najcieplejszego miesiąca - lipca wynosi 25,1 °C, natomiast najzimniejszego stycznia 0,1 °C. Najwyższa zanotowana temperatura wyniosła 45,6 °C, natomiast najniższa -30,6 °C. Miesiącem o najwyższych opadach jest maj o średnich opadach wynoszących 124,5 mm, natomiast najniższe opady są w styczniu i wynoszą średnio 63,5 mm.